# 번암면
번암면(Beonam-myeon, 蟠岩面)은 대한민국 전북특별자치도 장수군의 면 단위 행정구역 중 하나이다. 번암면의 면적은 군의 23.8%를 차지하는 126.4km2이며, 인구는 2010년 1월 기준으로 1,259세대 2,652명이다.

## 연혁
조선시대에는 남원군의 관할 하에 있었으며, 1895년 조선 고종 32년에는 장수군 번암면이 되었다.

## 지리
번암면은 태백정간(소백산맥)과 노령산맥의 두메산 어느골에 자리를 잡고 있으며, 남북으로 길게 펼쳐져 있다. 주변에 백운산, 장안산, 팔공산, 대성산, 고남산이 동서남북으로 병풍처럼 둘러 있다. 이렇듯 큰 산들이 첩첩으로 둘러 있어 수분계곡, 국포계곡, 사암계곡, 지지계곡, 유정계곡 등이 수십리의 골짜기를 이루고, 자연경관이 빼어나서 가히 무릉선경을 연상케 한다.
계곡마다 흐르는 요천 맑은 물은 노단에서 합류하여 번암들의 젖줄 역할을 하며, 유유히 남원으로 흐른다. 번암면의 지형은 동으로는 백운산과 경계를 이루어 경상남도 함양군 백전면과, 남원시 아영면, 운봉읍과 접해있고, 남으로는 대론들을 가로질러 흐르는 실개천으로 경계를 이루어 남원시 산동면과 접해있고, 북으로는 수분치와 경계를 이루고 장수읍과 장안산과 경계를 이루고, 계남면, 장계면과 도 무룡궁재와 경계를 이루어 양면과 인접해 있다.

## 행정 구역
- 교동리
- 국포리
- 죽산리
- 죽림리
- 사암리
- 지지리
- 동화리
- 노단리
- 논곡리
- 대론리
- 유정리

## 교육
- 번암초등학교
- 동화초등학교
- 번암중학교